# Liste des évêques de Laon
Pour un article plus général, voir Diocèse de Laon.
Il porte la Sainte Ampoule lors des cérémonies du Sacre des Rois de France 

Armes de l'évêché de Laon.

Liste des évêques de Laon,. Ils faisaient partie des six pairs ecclésiastiques de France.

## Liste

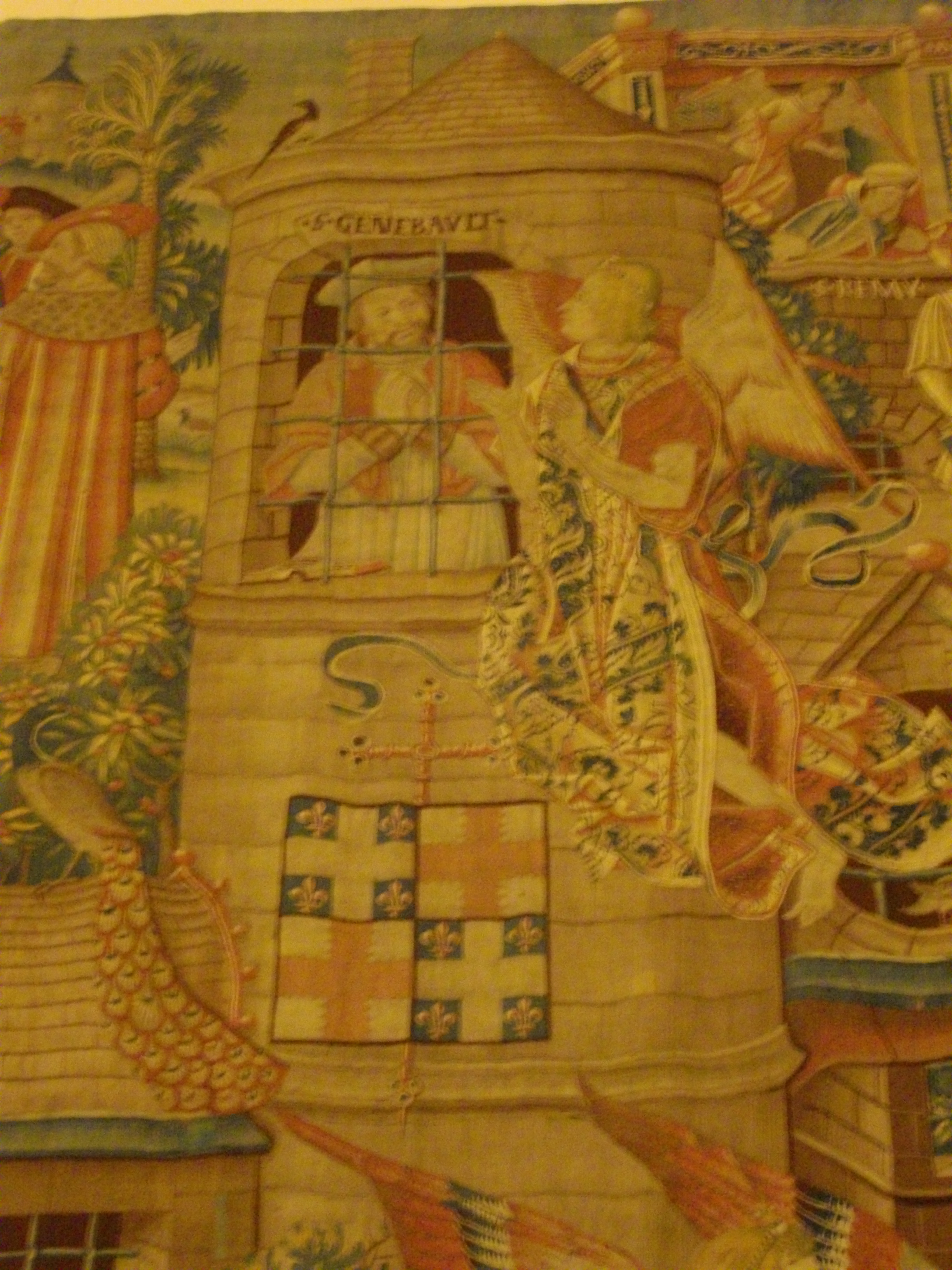
Guénebauld prisonnier, tapisserie du musée Saint-Remi de Reims.

### Antiquité- duIIIeauVesiècle
- 499-†550 : saint Génebaud ou Guénebauld, premier évêque de Laon, neveu par alliance de Remi de Reims
- 550- 570 : Latro, dit Larron, fils de Génebaud
- Gondulphe

### Haut Moyen Âge- duVIeauXesiècle
- 578 : Elinand Ier ou Ebreling ou encore Ebretingue
- 623 Robert Ier de Laon, dit Rigobert,
- 623- 639 : saint Cagnoald, frère de sainte Fare, évêque sous Clovis II
- attesté de 648 à 673 : Attilo, évêque sous Childéric II
- 666 : Vulfadus dit Wulfad

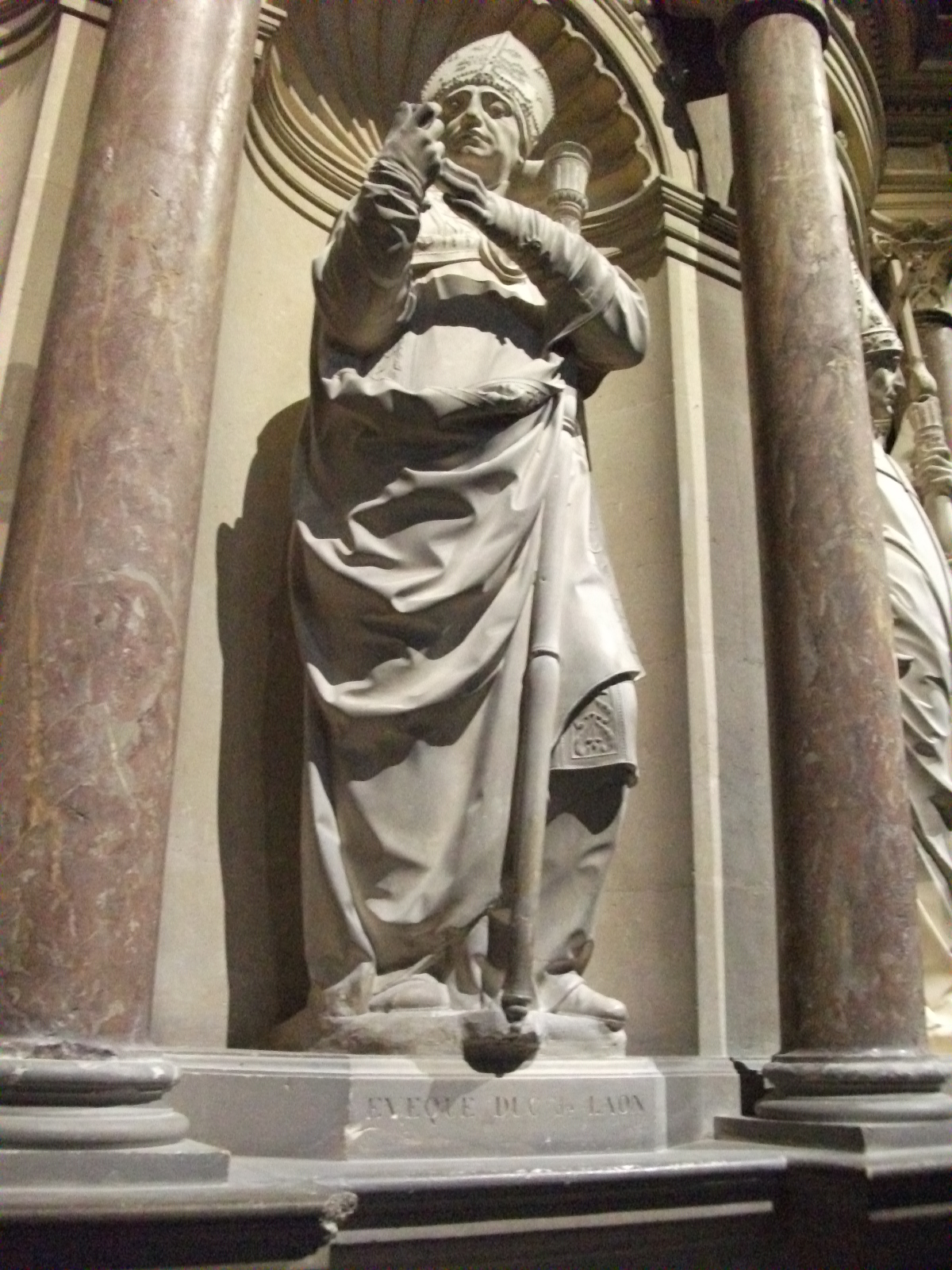
Pair ecclésiastique, statue entourant le tombeau de Remi de Reims.

- 670 : Pérégrin de Laon, dit Pèlerin, évêque sous Thierry III
- 680 : Gifard dit Gérard
- 681 : Sérulphe, dit Seron, évêque sous Thierry III
- 682 : Madalgaire, évêque sous Thierry III
- 685 : Omotarius
- 700 : Sigoald
- 706 : Bertifrid
- 720 : Madelvin
- 744 - 762 : Génebaud II, évêque sous Childéric III et Pépin le Bref
- 766 : Bernicon, évêque sous Pépin le Bref
- Sigebaud ou Cibo
- 774- 800 : Gerfrid, évêque sous Charlemagne
- 800- 813 : Wenilon Ier ou Ganelon, évêque sous Charlemagne
- Wenilon II
- Egilo
- Ranfrid
- 814-826 : Ostroald
- v.829 : Berwoin
- 835-†846 : Simon de Laon, évêque sous Charles le Chauve
- 846-†857 : Pardule, évêque sous Charles le Chauve
- 858-875 : Hincmar de Laon (ou Hincmar le Jeune), neveu de Hincmar de Reims; déposé en 871 au synode de Douzy, il continua à exercer dans son diocèse jusqu'en 875 quand il fut aveuglé sur ordre de l'empereur Charles le Chauve
- 876-v.882 : Hédénulphe, évêque sous Charles le Chauve
- 882-†895[3] : Didon de Laon
- 896-†921 : Raoul I de Laon ou Rodolphe
- 921-†930 : Adelelme de Laon ou Alleaume
- 930-†932 : Gosbert, neveu du précédent
- 932-†936 : Ingramme ou Enguerrand
- 936-†948 : Raoul II de Laon
- 949-†976 : Roricon, fils illégitime de Charles le Simple

### Moyen Âge central- duXIeauXIIIesiècle
- 977-†1030 : Adalbéron de Laon
- Adelexaüs

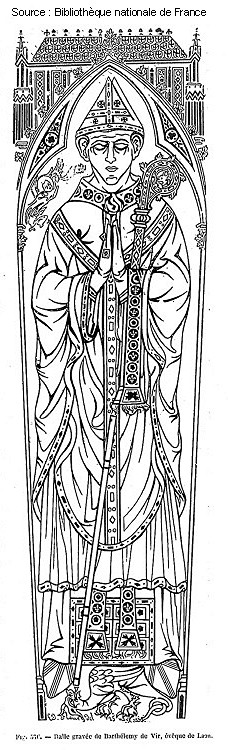
Gisant de Barthelmy de Jur.

- 1030-1050 : Gébuin, déposé pour simonie
- 1050-†1052 : Liétry (Leotheric)
- 1052-†1095 : Élinand de Laon
- 1100-†1104 : Enguerrand de Laon, fils d'Albéric II, issu de la noble famille des sires de Coucy. Archidiacre de Soissons avant d'être évêque.
- 1106-†1112 : Gaudry, assassiné lors de l'insurrection communale du 25 avril 1112
- †1113 : Hugues
- 1113- 1151 : Barthélemy de Jur (†1158), et non de Vir comme on l'écrivit au XIXe siècle par une mauvaise lecture de son nom. Démissionnaire à la suite de l'affaire du mariage de Raoul Ier le Vaillant.
- 1151-†1153 : Gautier I de Saint Maurice a été abbé de l'abbaye Saint-Martin de Laon
- 1153-†1174 : Gautier II de Mortagne
- 1175-†1207 : Roger I de Rosoy
- 1207-†1210 : Renaud I Surdelle
- 1210-†1215 : Robert I de Châtillon
- 1215-†1238 : Anselme de Mauny dit "de Bercenay"
- 1238-†1249 : Garnier de Laon
- 1249-†1261 : Ithier de Mauny, frère d'Anselme de Mauny
- 1261-†1269 : Guillaume I des Moustiers aussi appelé Guillaume de Troyes
- 1270-†1279 : Geoffroy de Beaumont
- 1280-†1285 : Guillaume II de Châtillon
- 1285-†1297 : Robert II de Thourotte
- 1297-†1317 : Gazon de Savigny dit "de Champagne"
- 1317-†1323 : Raoul III Rousselet

### Moyen Âge tardif- duXIVeauXVesiècle
- 1326-†1336 : Albert de Roye
- 1336-†1339 : Roger II d'Armagnac
- 1339-1351 : Hugues d'Arcy
- 1351-1358 : Robert III Le Coq

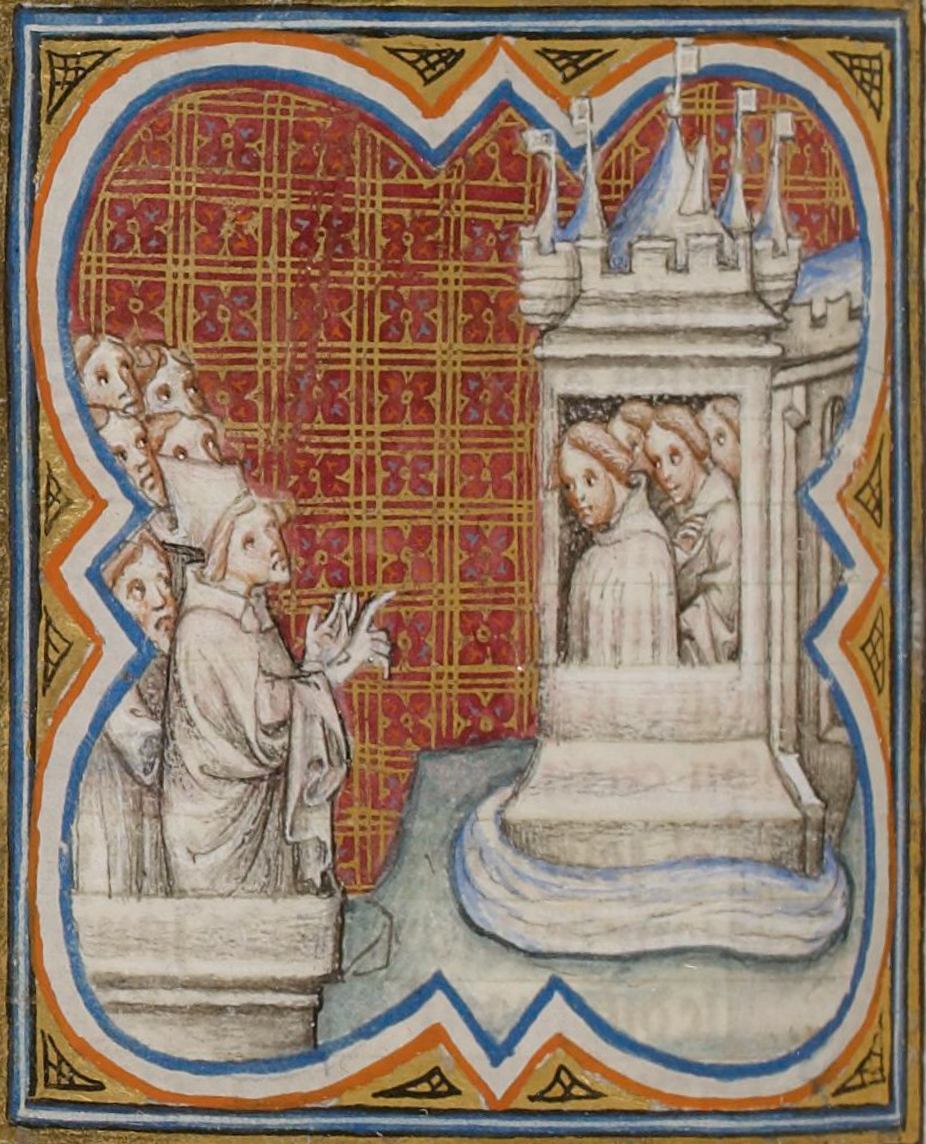
Robert Le Coq, dans une diatribe contre les officiers du roi, in Grandes Chroniques de France à la Bibliothèque nationale de France.

- 1363-†1370 : Geoffroy I le Meingre
- 1371-1386 : Pierre Aycelin de Montaigut
- 1386-†1419 : Jean I de Roucy
- 1420-†1444 : Guillaume III de Champeaux, le 3 juillet 1423, il baptisa le futur roi Louis XI, fils de Charles VII et de Marie d’Anjou.
- 1444-1449 : Jean II de Jouvenel des Ursins
- 1449-1460 : Antoine Crespin
- 1460-†1468 : Jean III de Gaucourt
- 1468-1472 : Renaud II de Bourbon

### Renaissance- leXVIesiècle
- 1472-†1509 : Charles I de Luxembourg (évêque de Laon)
- 1510- 1552 : Louis de Bourbon-Vendôme
- 1552- 1564 : Jean IV Doc
- 1564-†1580 : Jean V de Bours
- 1580-†1598 : Valentin Douglas

### L'absolutisme- leXVIIesiècle
- 1598-†1612 : Geoffroy II de Billy
- 1612-†1619 : Benjamin de Brichanteau, neveu de Geoffroy de Billy
- 1620-†1652 : Philibert de Brichanteau, neveu de Geoffroy de Billy, frère de Benjamin
- 1653- 1681 : César d'Estrées
- 1681-†1694 : Jean VI d'Estrées, neveu de César d'Estrées.

### LeSiècle des Lumières- leXVIIIesiècle
- 1694-†1721 : Louis Annet de Clermont de Chaste de Roussillon
- 1722-1723 : Charles II de Saint-Albin, fils naturel du Régent
- 1723- 1723 : Henri François-Xavier de Belsunce-Castelmoron
- 1724-†1741 : Étienne Joseph de La Fare
- 1741-†1777 : Jean François Joseph de Rochechouart-Faudoas
- 1778-1790 : Louis Hector Honoré Maxime de Sabran, dernier évêque de Laon. Mort en 1811.

L'évêché est supprimé à cette date et remplacé, conjointement avec l'évêché de Soissons par l'évêché de l'Aisne, l'évêque constitutionnel étant jusqu'en 1794 Claude Marolles, lequel n'est jamais remplacé.